# David Alexander
David Michael Alexander (Whitmore Lake, 3 juli 1947 – Ann Arbor, 10 februari 1975) was een Amerikaans basgitarist die van 1967 tot 1970 deel uitmaakte van The Stooges.
Nadat zijn familie verhuisd was van Whitmore Lake naar Ann Arbor in Michigan, ging Alexander naar de plaatselijke Pioneer highschool, waar hij de broers Ron en Scott Asheton ontmoette. Na 45 minuten op de eerste dag van zijn laatste schooljaar ging hij van school en won zo een weddenschap.
In 1965 verkocht Ron Asheton zijn motorfiets en reisden ze samen naar het Verenigd Koninkrijk. Ze gingen naar een concert van The Who en hebben later nog geprobeerd de Beatles te bereiken.
De gebroeders Asheton en Alexander ontmoetten Iggy Pop en vormden in 1967 The Stooges. Alexander had nog nooit een instrument bespeeld maar hij leerde het snel. Hij was ook bijzonder goed in het arrangeren, het schrijven en het uitvoeren van de songs. Voor de twee eerste albums van de groep had hij hierin een belangrijk aandeel wat later door Iggy Pop en Ron Asheton in interviews aangegeven werd.
Alexander was een zware drinker. In augustus 1970 werd hij op staande voet ontslagen uit de band omdat hij te dronken was om op te treden.
Op 7 februari 1975 werd Alexander in een ziekenhuis behandeld voor een ontsteking aan de alvleesklier, als gevolg van zijn drinkgewoonten. Na drie dagen in het ziekenhuis te hebben gelegen stierf hij op 27-jarige leeftijd aan een longoedeem.
- Gemeinsame Normdatei: 1215417608
- International Standard Name Identifier: 0000 0001 1495 6722
- MusicBrainz: 0ee34279-2624-41a5-8c14-a85da7eba79a
- Système universitaire de documentation: 265109523